# Benedikt Greiner
Benedikt Greiner (* 1985 in Immenstadt, Allgäu) ist ein deutscher Schauspieler und Theaterregisseur.

## Leben
Benedikt Greiner studierte von 2007 bis 2011 Schauspiel an der Hochschule für Musik und Theater Hamburg. Während seiner Ausbildung gastierte er u. a. am Schauspielhaus Hamburg, am St. Pauli Theater und auf Kampnagel. 2010 trat er am Schauspielhaus Hamburg als Johannes in Samuel Weiss’ Baal-Inszenierung auf.
Ab der Spielzeit 2010/11 war er, gefördert durch den Kulturfonds Frankfurt RheinMain, für zwei Spielzeiten Mitglied im Schauspielstudio am Schauspiel Frankfurt, wo er u. a. mit den Regisseuren Markus Bothe, Christopher Rüping und Philipp Preuss zusammenarbeitete. In Bettina Bruiniers damals laufender Romeo und Julia-Inszenierung übernahm er 2012 kurzfristig als Einspringer den Romeo.
Ab der Spielzeit 2013/13 war er bis zum Ende der Spielzeit 2014/15 festes Ensemblemitglied am Konzert Theater Bern, wo er zahlreiche Rollen des klassischen Theaterrepertoires spielte, u. a. Claudio in Maß für Maß (2013, Regie: Markus Bothe), Mortimer in Maria Stuart (2014, Regie: Stephan Rottkamp), Mephisto in Faust (2014, Regie: Claudia Bauer), Gerichtsrat Walter in Der zerbrochne Krug (2014, Regie: Mathias Schönsee) und Christian de Neuvillette in Cyrano de Bergerac (2015, Regie: Markus Bothe). Am Konzert Theater Bern legte Greiner mit einer Jugendclub-Produktion von Wolfgang Herrndorfs Tschick 2015 auch seine erste eigene Regiearbeit vor.
Von der Spielzeit 2015/16 bis zum Ende der Spielzeit 2017/18 war Benedikt Greiner festes Ensemblemitglied am Schauspielhaus Graz. Dort setzte er seine Zusammenarbeit mit Claudia Bauer, Markus Bothe und Stephan Rottkamp fort. In der Spielzeit 2015/16 spielte er dort den Mordred in Merlin oder Das wüste Land (Regie: Jan-Christoph Gockel). In der Spielzeit 2016/17 folgte der Amir in Ayad Akhtars Theaterstück Geächtet (Regie: Volker Hesse).
Seit 2018 arbeitet Greiner freischaffend als Schauspieler, Regisseur und Kommunikationstrainer in Deutschland, Österreich und der Schweiz. In der Spielzeit 2018/19 gastierte er am Schauspielhaus Graz als Mortimer in Maria Stuart (Regie: Stephan Rottkamp). Außerdem trat er in der Spielzeit 2018/19 erstmals am Theater Biel Solothurn in Deborah Epsteins Inszenierung Le Bal auf. In der Spielzeit 2018/19 inszenierte er am Vorarlberger Landestheater das interaktive Klassenzimmerstück Die zweite Prinzessin.
Greiner arbeitete gelegentlich auch für das Fernsehen. In der 7. Staffel der ZDF-Serie SOKO Wismar (2010) übernahm er neben Johann Jürgens eine Episodenrolle als tatverdächtiger Wilderer Frank Seifert. In der ARD-Fernsehreihe Liebe am Fjord (2011) hatte er an der Seite von Sandra Borgmann und Thure Lindhardt eine Nebenrolle als Betreuer eines autistischen jungen Mannes. In der international koproduzierten Fernsehserie Borgia (2014) verkörperte er in der 2. Staffel den Astronomen Nikolaus Kopernikus.
Benedikt Greiner lebt in Basel.

## Filmografie (Auswahl)
- 2010: SOKO Wismar: Hochwild (Fernsehserie, eine Folge)
- 2011: Liebe am Fjord – Das Ende der Eiszeit (Fernsehreihe)
- 2014: Borgia (Fernsehserie)
- 2017: Familie ist kein Wunschkonzert  (Fernsehfilm)
- 2019: Marie fängt Feuer – Alles oder nichts (Fernsehreihe)